# 鬃鴞
鬃鴞（學名Jubula lettii）是非洲一種貓頭鷹，是鬃鴞屬下的唯一物種。
鬃鴞分佈在喀麥隆、中非共和國、剛果共和國、剛果民主共和國、科特迪瓦、赤道畿內亞、加蓬、加納及利比里亞。